# 오성전대 다이레인저
《오성전대 다이레인저》(일본어: 五星戦隊ダイレンジャー)는 1993년 2월 19일부터 1994년 2월 11일까지 했던 일본의 특촬 드라마다. 미국에서는 1994년 7월에 《마이티·모핀 파워레인저》 2기로 리메이크 되었다.

## 개요
당시의 격투 게임의 인기를 받아 제작된본 작품에서는 판타지 색이 강했던 전작 《공룡전대 주레인저》와 차별화를 도모할 수 있도록, 캐릭터에서 판타지물 특유의 독창적인 세계관, 그리고 음악에 이르기까지 동양적 요소로 통일된 작품이다.
《다이레인저》의 이름의 유래는, 그 어감과 전술의 동양적 요소 등에서 "중국의 지명 《다롄》이 유래"라고 불리는 일도 있지만, 스태프에 의하면 실제로는 단순히", "크기〈레인저〉에서 유래다. 또 기획 단계에서는 〈중화전대 챠이나맨〉이라고 하는 네이밍 방안이 검토되고 있어, 다이고 역의 노우미 타츠야도 "처음 이름은 챠이나맨였으니까요 "라고 언급하고 있다[4], 2012년 발표된 인터넷 무비 《인터넷판 슈퍼 히어로 힘들》의 작중에서는 이"차이나맨"의 명칭을 "인터넷 소문"으로 부정하고 있고 동시에 당시의 임시 제목이 "다이케인저(대주먹자)"이라고도 소개된다. 이 점에 대해서는 2013년에 제작된 《비공인전대 아키바레인저 시즌통》에서 챠이나맨을 사용하는 공식 사이트에서 수십과 있었던 임시 제목의 하나로 정보 유출을 막기 위한 더미 타이틀적으로 기재한 자료도 있다고 하고 있다[5].
상업적으로는 반다이의 출하로서는 전작 《공룡전대 주레인저》을 넘는 매출 93억엔을 달성. 그러나 대량의 잉여 유통 재고도 발생했고, 완구 업계에서는 전작의 분이 호평이다[6].또 장난감 외 관련 상품도 좋아 본 작품의 시장 규모는 쥬랭자 대비 125%[7]의 137억엔[8]이 됐다.

## 다이레인저
- 료/류레인저 (국내명(파워레인저 캡틴포스): 료/류레인저) (23세 (1970년 출생))
- 다이고/시시레인저 (국내명(파워레인저 캡틴포스): 시지/라이온레인저) (24세 (1969년 출생))
- 쇼지/텐마레인저 (국내명(파워레인저 캡틴포스): 지우/유니콘레인저) (19세 (1974년 출생))
- 카즈/키린레인저 (국내명(파워레인저 캡틴포스): 카즈/지라프레인저) (20세 (1973년 출생))
- 린/호우레인저 (국내명(파워레인저 캡틴포스): 링/피닉스레인저) (18세 (1975년 출생))
- 코우/키바레인저 (국내명(파워레인저 캡틴포스): 호야/키바레인저) (9세 (생일: 1983년 12월 24일)) (17회부터 등장)

## 같이 보기
- 파워레인저 (영화)

### 참조화수
1. ↑  スーパー戦隊画報 2006, p. 146.
2. ↑  完全マテリアルブック 下巻 2002, p. 26.
3. ↑  完全マテリアルブック 下巻 2002, p. 25